# Silis dzungarica
Silis dzungarica es una especie de coleóptero de la familia Cantharidae.

## Distribución geográfica
Habita en Kazajistán.